# Madeleine Albrightová
Madeleine Albrightová (nepřechýleně Albright, rozená Marie Jana Körbelová, 15. května 1937 Praha – 23. března 2022 Washington, D.C.) byla americká diplomatka a politička, která v letech 1997–2001 zastávala funkci 64. ministryně zahraničí Spojených států amerických ve vládě prezidenta Billa Clintona jako historicky první žena v tomto úřadu.
Do Spojených států amerických emigrovala v roce 1948 z komunistického Československa s rodinou, která se usadila v coloradském Denveru. Její otec Josef Korbel byl diplomat. V roce 1957 se stala americkou občankou a o dva roky později absolvovala Wellesley College. V roce 1975 získala doktorát na Kolumbijské univerzitě, kde napsala disertační práci o Pražském jaru. Pracovala jako asistentka senátora Edmunda Muskieho, než nastoupila na pozici při Radě pro národní bezpečnost vedené Zbigniewem Brzezinskim. V této funkci setrvala až do roku 1981, kdy prezident Jimmy Carter opustil svůj úřad.
Po odchodu z Rady pro národní bezpečnost začala působit na akademické půdě Georgetownské univerzity a byla poradkyní demokratickým kandidátům v oblasti zahraniční politiky. Po Clintonově vítězství v prezidentských volbách v roce 1992 pomáhala sestavit jeho Radu pro národní bezpečnost. V roce 1993 ji Clinton jako první ženu jmenoval do funkce velvyslankyně Spojených států amerických při OSN, ve které sehrála významnou úlohu v rozšiřování Severoatlantické aliance o země bývalého východního bloku. Během druhého Clintonova období, mezi lety 1997–2001, byla v jeho kabinetu ministryní zahraničí.
Albrightová působila jako předsedkyně poradenské společnosti Albright Stonebridge Group a byla profesorkou v oboru diplomatické praxe na Škole zahraničních služeb Georgetownské univerzity. V květnu 2012 jí americký prezident Barack Obama udělil Prezidentskou medaili svobody. Pracovala také jako členka správní rady pro zahraniční vztahy.

## Život
Madeleine Albrightová se narodila v pražské židovské rodině na Smíchově. Byla však pokřtěna a vychovávána jako katolička a o svém židovském původu se podle vlastních slov dozvěděla až poté, co Washington Post publikoval reportáž, v níž bylo vzpomenuto, že její prarodiče Arnošt a Olga Körbelovi i babička Růžena Spieglová a několik příbuzných se stali oběťmi holocaustu. Pradědeček Körbel měl v Letohradě ve východních Čechách továrnu na zápalky, dědeček z matčiny strany zase vedl velkoobchod s potravinami. Pradědeček Emil Salus byl spoluzakladatelem židovského hřbitova v Chrudimi.
Otec Josef Korbel byl československý diplomat. Hned po Hitlerově okupaci zbytku Československa v březnu 1939 se mu podařilo i s celou rodinou odejít do Londýna, kde ve sklepním bytě zažili německé bombardování. Značnou část dětství jsem prožila v protiletadlovém krytu a zpívala jsem si, vzpomínala Albrightová. Později se rodina přestěhovala do městečka Walton-on-Thames. Měla sestru Kathy a bratra Johna.
V době, kdy otec jako pracovník československé exilové vlády aktivně účastnil boje proti hitlerovskému Německu, nastoupila šestiletá Madeleine do školy. Na vysvědčení z roku 1943 byla charakterizována jako bystrá a živá žačka, snadno se učí a učivo si dobře pamatuje. Známky měla dobré, jen ze zeměpisu měla čtyřku.
Po válce se Korbelovi vrátili do Československa, po komunistickém převratu v roce 1948 ho opustili a usadili se v Coloradu ve Spojených státech amerických. Měli jen skromné finanční prostředky. Po studiích na internátní škole ve Švýcarsku a absolvování Wellesley College, kde dostala stipendium pro studium politologie, se provdala za chicagského novináře Josepha Medilla Pattersona Albrighta. Manžel pocházel z rodiny tradičních vydavatelů novin. Zapsala se na postgraduální studium Kolumbijské univerzity, získala diplom na Institutu ruských studií.
Měla tři dcery, dvojčata Anne Korbel Albrightovou a Alice Patterson Albrightovou a Katherine Medill Albrightovou.
Zemřela 23. března 2022 ve Washingtonu, D.C., na nádorové onemocnění.

## Politická kariéra

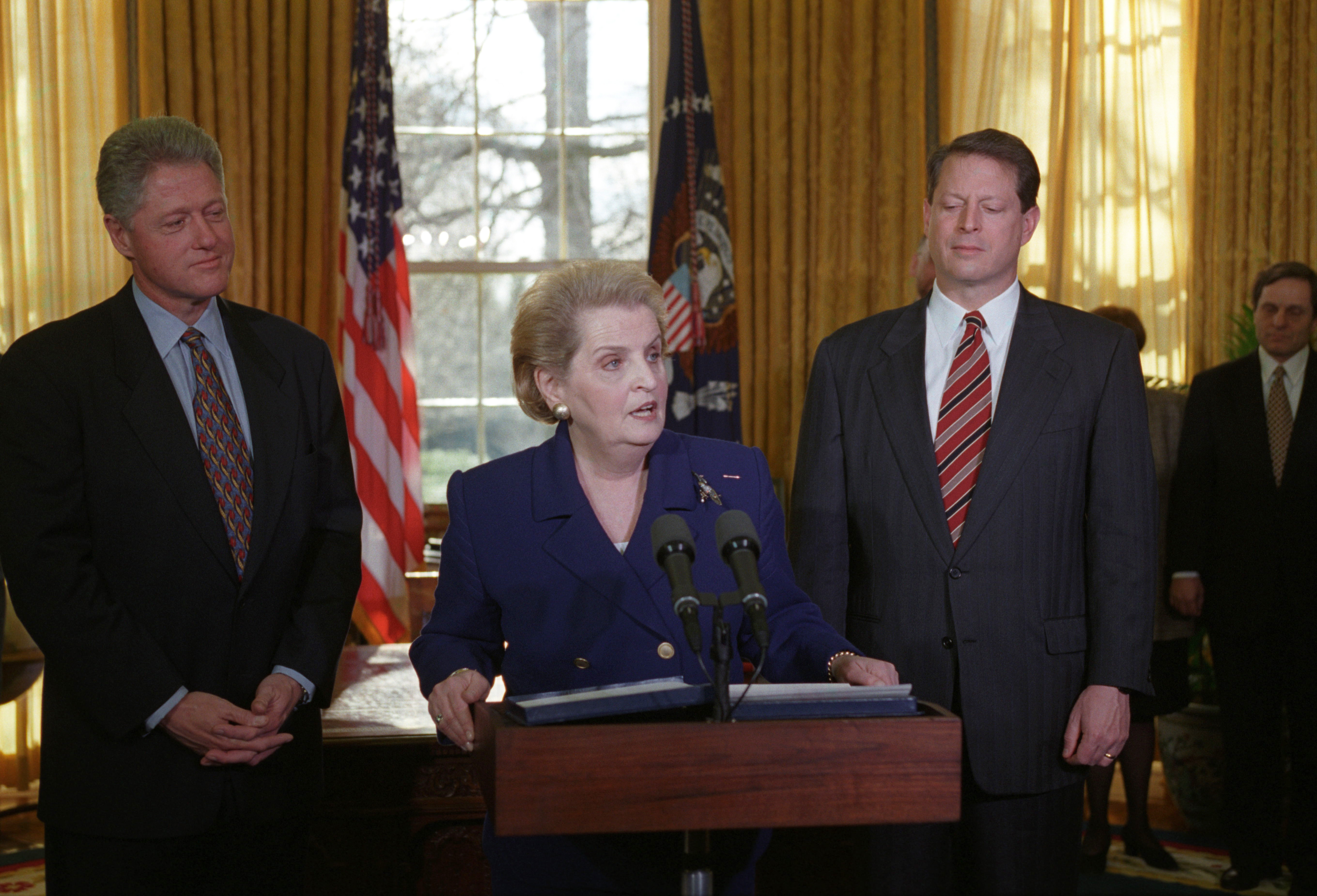
Madeleine Albrightová s prezidentem Billem Clintonem a viceprezidentem Al Gorem po uvedení do úřadu ministryně zahraničí v lednu 1997

V průběhu přípravy na doktorát (získala jej v roce 1976) byl jejím konzultantem polský rodák Zbigniew Brzezinski, zastánce politiky studené války v Demokratické straně. Následující dva roky pracovala pro demokratického senátora za stát Maine, Edmunda Muskieho. Když do administrativy Bílého domu po vítězství Jimmyho Cartera nastoupil Brzezinski, vzal ji s sebou. Měla na starosti vztahy s Kongresem a dělala zprostředkovatelku mezi Radou pro národní bezpečnost (NSC) a ministerstvem zahraničních věcí, jež řídil Muskie.
V roce 1992 ji Antony Lake, poradce Billa Clintona pro otázky zahraniční politiky, pozval do volební kampaně. Na Clintona udělala dobrý dojem a ten ji po volbách jmenoval velvyslankyní USA v Radě bezpečnosti OSN. Hned poté ji jmenoval i vedoucí štábu pro spolupráci s Radou pro národní bezpečnost (NSC). V těchto funkcích se jí podařilo vybojovat rovnocenné místo ve vládě s právem zúčastňovat se všech zasedání NSC.
Od roku 1993 do začátku roku 1997 byla velvyslankyní Spojených států amerických při Organizaci spojených národů (OSN) a jako taková zasedala v Radě bezpečnosti v době, kdy OSN nedokázala nijak bezprostředně zasáhnout ve Rwandě, v níž probíhala genocida. Telegram se žádostí o vyslání posil a k oprávnění k zásahu proti genocidě v Rwandě byl po jejím přezkoumání a po poradě s prezidentem Clintonem ignorován. Sama tuto skutečnost vysvětlovala nedostatečnými informacemi a nepřehlednou situací na místě, což prý znemožnilo přijmout účinnou akci. Mj. i dle speciálního vyslance USA Waltera Clarka v Somálsku, ovšem nedostatečná odpověď USA na blížící se genocidu ve Rwandě byla dána spíše obavou o opakování neúspěchu v Somálsku a politickými důsledky Bitvy o Mogadišo (3.–4.9.1993).
12. května 1996 během interview v pořadu 60 Minut pro televizi CBS byla konfrontována s výroky ambasadora Spojených národů v Iráku a studií podřízených organizací spojených národů, že jí podporované ekonomické sankce na Irák po konci první války v zálivu (1991), byly v důsledku přímo zodpovědné za smrt více než půl milionu iráckých dětí (vlivem podvýživy a snížení dostupnosti lékařské péče). Na otázku korespondentky Lesley Stahl zda taková cena byla adekvátní dosaženým výsledkům odpověděla, že "sice šlo o těžké rozhodnutí, ale myslíme si, že se to vyplatilo". Tento rozhovor následně opakovaně koloval na internetu a i tento výrok byl v odkazech přímo zmiňován jako přímé "ospravedlnění" teroristických útoků 11. září 2001 jejich organizátory.[zdroj?]
V roce 1996 na půdě OSN ostře reagovala na sestřelení dvou civilních letadel nad Kubou. Označila tento čin jako chladnokrevnou vraždu a neváhala použít neslušné výrazy.
Přesvědčila Rusko, aby podpořilo vyslání amerických vojáků na Haiti, takže se operace uskutečnila pod záštitou OSN.
Získala velký vliv na rozhodování o zahraniční politice. Prezident Bill Clinton ji navrhl na místo ministryně zahraničí do svého druhého kabinetu. Senát ji schválil jednomyslně také díky přátelství šéfa republikánů Jesse Helmse a dobré diplomatické práci i v odlehlejších koutech světa.
Ministryní zahraničí USA byla od 23. ledna 1997 do 20. ledna 2001. V této funkci mj. v letech 1998–2000 sehrála roli při řešení Kosovského konfliktu. V roce 1999 jednala s velitelem Kosovské osvobozenecké armády ( UÇK)Hashimem Thaçim ve francouzském městě Rambouillet ohledně přijetí dohody zprostředkované NATO. Dohoda by garantovala Kosovu vlastního prezidenta, vládu, parlament a soudní systém v rámci Jugoslávie. Také požadovala stažení téměř všech jugoslávských armádních složek z Kosova, a umístění asi 30 000 vojáků Severoatlantické aliance v rámci mírové operace KFOR.
Thaçi původně dohodu odmítal, protože nepřipouštěla referendum o nezávislosti Kosova. Později ale s dohodou souhlasil a 18. března 1999 dohodu podepsal společně se zástupci USA a Francie. Srbská a ruská delegace dohodu podepsat odmítly.
Odmítnutí dohody vedlo k odstartování operace Spojenecká Síla, při které síly Severoatlantické aliance leteckou operací ničili jugoslávské vojenské cíle a infrastrukturu, s cílem ukončit válečné zločiny páchané v Kosovu a přimět režim Slobodana Miloševiče k vyjednávání.  Albrightová byla navrhovatelkou a silnou zastánkyní operace – v rozhovoru pro americkou PBS řekla, že „(odmítnutí dohod Srbskem) jasně ukázalo, že bylo zapotřebí použití síly“. Její role v operaci polarizovala Balkán i po její smrti. Zatímco v Kosovu je viděna jako diplomatka, která zastavila kosovskou genocidu, v Srbsku je vnímána jako „nepřítel Srbska“.
Po skončení války o Kosovo získala její firma Albright Group podíl v kosovském mobilním operátoru Ipko. Později tento podíl prodala slovinskému Telekomu.
Tím, že přesvědčila spojence, že setrvání Butruse-Butruse Ghálího ve funkci generálního tajemníka OSN je proti dlouhodobým zájmům OSN, překazila jeho opětovné zvolení do této funkce. Spojené státy mu vyčítaly, že odmítal zredukovat přebujelý administrativní systém OSN.
Albrightová také sehrála významnou úlohu při prvním rozšíření NATO o bývalé členy východního bloku, a to Česko, Polsko a Maďarsko. V březnu 2000 obdržela v Praze pamětní stříbrnou medaili Jana Masaryka. Tehdy se rovněž zúčastnila oslav 150. výročí narození Tomáše Garrigua Masaryka na Pražském hradě a odhalení jeho pomníku Václavem Havlem na Hradčanském náměstí 7. března 2000.

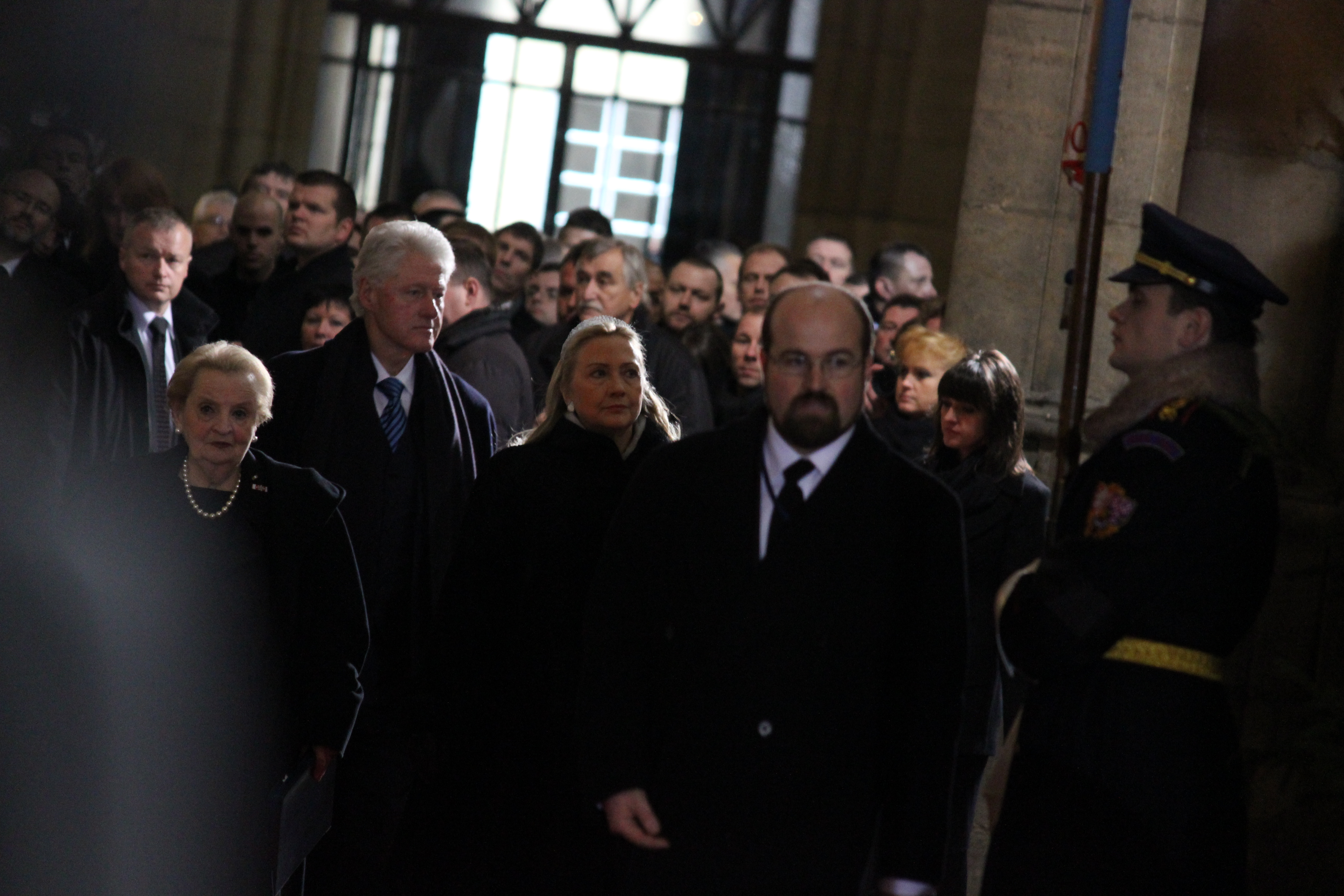
Madeleine Albrightová s bývalým americkým prezidentem Billem Clintonem a ministryní zahraničí Hillary Clintonovou na státním pohřbu Václava Havla, 23. 12. 2011

Po odchodu z funkce ministryně zahraničí se o ní spekulovalo jako o možné nástupkyni Václava Havla ve funkci prezidenta České republiky. V letech 2003–2005 byla ve vedení Newyorské burzy. Přednášela na Georgetownské univerzitě, podílela se na činnosti Národního demokratického institutu pro mezinárodní vztahy a byla předsedkyní Komise pro posílení práv chudých.
Dne 23. října 2012 se v Paláci knih Luxor konala autogramiáda její nové knihy Pražská zima. Akce se zúčastnilo několik aktivistů z občanského sdružení Přátelé Srbů na Kosovu, kteří Albrightové předali CD s filmem Uloupené Kosovo, následně vyzvali k podepsání plakátů výjevů balkánských válek, načež je ochranka sklidila ze stolu a vypukla potyčka. Aktivisté mimo jiné protestovali proti roli bývalé šéfky americké diplomacie na bombardování Jugoslávie v roce 1999 letadly NATO. Při následném konfliktu Albrightová několikrát zvolala „Get out!“ (Zmizte!) a pronesla taktéž „Disgusting Serbs“ (Odporní Srbové), zatímco ji odpůrci označovali za válečného zločince. Aktivisté následně na Albrightovou podali trestní oznámení pro podezření z trestného činu hanobení národa, rasy, etnické nebo jiné skupiny osob.
V březnu roku 2019 obdržela z rukou českého ministra zahraničních věcí Tomáše Petříčka medaili za zásluhy o diplomacii při příležitosti 20. výročí členství České republiky v NATO. Spolu s ní tuto medaili obdrželi například bývalý velvyslanec v USA a ředitel Knihovny Václava Havla Michael Žantovský, exministr zahraničí Karel Schwarzenberg, bývalý velvyslanec v USA a exministr zahraničí a obrany Alexander Vondra nebo bývalý ministr obrany Luboš Dobrovský. Zúčastnila se rovněž konference konané v rámci tohoto výročí na Pražském hradě.
V listopadu 2020 byla prezidentem USA Donaldem Trumpem spolu s dalšími osobami americké politiky (například s Henrym Kissingerem) propuštěna z poradního orgánu amerického ministerstva obrany.

## Ocenění (výběr)
- 1997:  Řád Bílého lva, velkokříž
- 2000:  Maďarský záslužný kříž, Velitelský kříž s hvězdou
- 2000:  Velký řád královny Jeleny
- 2001: přijetí do Americké akademie umění a věd
- 2004:  Řád kříže země Panny Marie 1. třídy
- 2009:  Řád za zásluhy Polské republiky, velkokříž
- 2009:  Řád bílé růže, velkokříž
- 2012:  Prezidentská medaile svobody
- 2019:  Kosovský Řád svobody
- 2020: Cena za porozumění a toleranci od Židovského muzea v Berlíně

Její jméno nese v Praze 5 ulice Albrightové, postupně budovaný budoucí kilometrový pěší hlavní bulvár nově budované čtvrti Smíchov City, a jejím jménem bude pojmenovaná i tam vybudovaná škola, která má být „jistým středobodem lokality“.